# Conostigmus basalis
Conostigmus basalis är en stekelart som beskrevs av Jean-Jacques Kieffer 1907. Conostigmus basalis ingår i släktet Conostigmus och familjen trefåresteklar. Inga underarter finns listade i Catalogue of Life.